# Чобан-Куле
Чоба́н-Куле́ (Чабан-Куле, Чобан-Кале, Тасили; крымскотат. Çoban Qule, Чобан Къуле) — развалины генуэзского замка XV века на мысе Башенный в восточной части Южного берега Крыма.
Объект культурного наследия федерального значения.

## Этимология
В генуэзский период (XV век) встречаются две формы названия замка — Taxili, Tasili (Тасили). Современное название Чобан-Куле переводится с крымскотатарского языка как «пастушья башня» (вариант Чобан-Кале означает «пастушья крепость»).

## География
Чобан-Куле находится на мысе Башенный (он же Агира), в 5 км к западу от села Морское (историческое название Капсихор), на холме, возвышающимся над уровнем моря на 85 м, вытянутом с востока на запад, восточный и северный склоны которого довольно пологие, западный и южный — обрывающиеся к морю. В этом же районе был источник Чобан-Куле-Чокрак, из которого течёт ручей Чобан-Куле-Узень.

## Описание
Территория крепости имела размеры 210 на 50 м (площадью 0,68 гектара), которую защищали стены длиной около 230 м. Внутри укрепления стоял квадратный в плане замок с донжоном, к замку примыкал с востока ограждённый стеной «хозяйственный двор». За крепостной стеной, на северо-восточном склоне, располагалось поселение и церковь с некрополем. К нашему времени от замка XV века братьев Гуаско осталась лишь круглая башня и у её подножия остатки стен. Помимо этого были обнаружены части жилых домов, которые составляли раньше посёлок при замке.

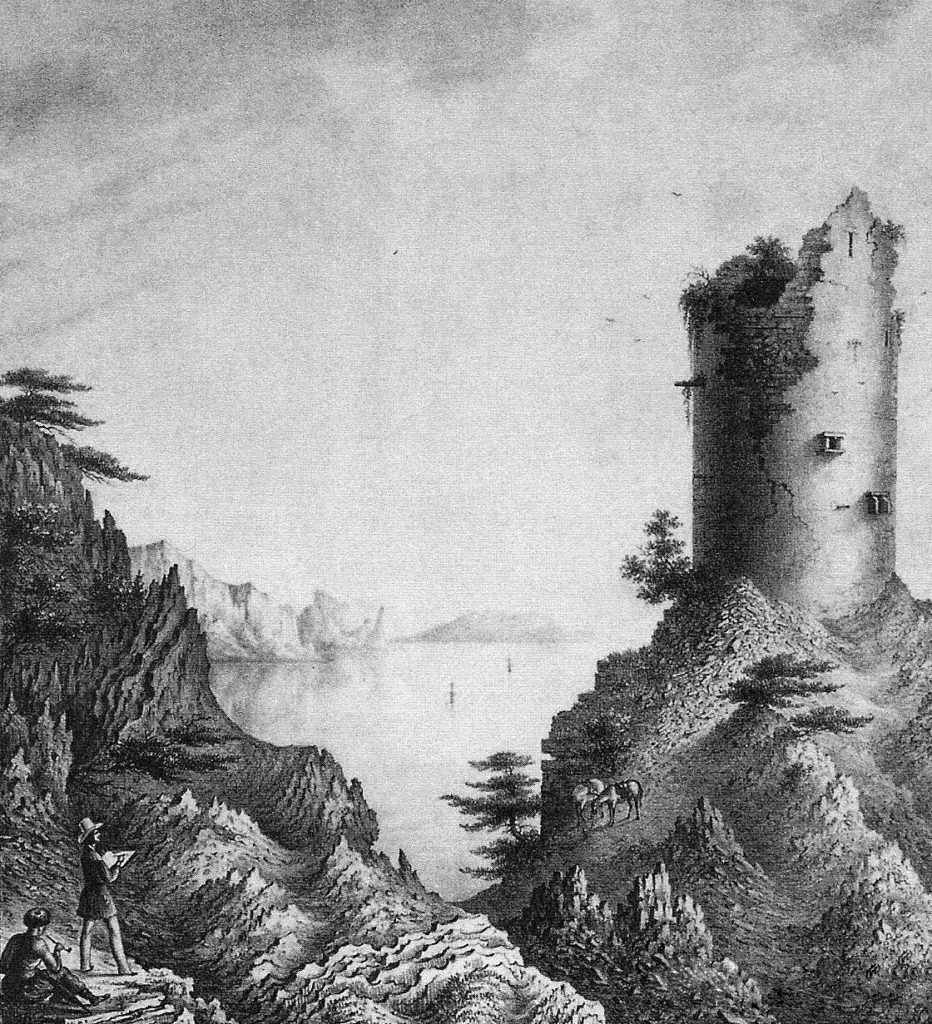
Чобан-Куле. Гросс Ф. И., до 1846 года.

Донжон представляет собой многоярусную элипсовидную башню размером 12,7 на 14,1 м с сохранившимися двумя надземными и цокольным этажами, высотой 8,0—9,0 м (примерно 45 % первоначальной высоты). Толщина стен колеблется от 1,8 м со стороны моря, до 4,3 м с напольной стороны. В цоколе находились резервуар для воды и хозяйственное помещение, первый надземный этаж также был техническим, на втором этаже находился вход в башню, межэтажные перекрытия были деревянными; последний этаж, судя по обмерам А. Л. Бертье-Делагарда 1889 года, завершался куполом. В результате современных раскопок выявлены 2 башни замка: круглая, угловая «восточная башня» диаметром 3,7 м (руины сохранились на высоту до 3 м) и аналогичная «северная башня». Стены и башня сложены двухлицевой кладкой с забутовкой из разномерного околотого камня на известковом растворе. В башнях были найдены многочисленные и разнообразные предметы вооружения.

## История
Укрепление Тасили (Tasili) на мысе Агира, судя по результатам археологический раскопок и анализу письменных документов, было основано в третьей четверти XV века (предположительно с 1459—1460 года — в генуэзском источнике содержатся «наказы», данные горожанами (burgenses) Каффы двум послам Гаспаре де Палодио и Кристиано Каттанео, посланным в Геную 22 июня 1459 года), вначале, как замок, затем преобразованный в крепость, строительство которой к моменту вторжения османов в 1475 году не было завершено (был построен только донжон). Сохранились документы лета 1474 года, в которых консул Каффы Христофоро ди Негро упрекает владельца замка Андреоло ди Гваско в отставании от планов строительства крепости, от чего «возникает большая опасность (maximum periculum) того, что может попасть в руки турок или готов(in manus teucrorum vel gotorum)». Из археологического изучения памятника следует, что, скорее всего, защитники оставили крепость летом 1475 года не оказывая сопротивления. Один из владельцев замка, Андреоло ди Гваско, в момент появления под стенами Каффы армии Гедик-Ахмет-паши, бежал сначала в Грузию, а затем в Персию (известно о его встрече с венецианским послом И. Барбаро); из Персии Гваско видимо отправился в Польшу (в 1481 году, находясь при дворе короля, вел переписку с Менгли-Гиреем).
Также у замка, в те же годы, во второй половине XV века, Антонио ди Гваско было основано небольшое поселение, с церковью и кладбищем, заселённое жителями общины Силе (Шелен), также прекратившее существование во время османского нашествия.

## Изучение
Первым из исследователей в 1794 году укрепление осмотрел Пётр Паллас, составив подробное описание крепости и считал её древнегреческим замком. В 1821 годе на Чобан-Куле побывали Е. Е. Келлер и архитектор Е. Ф. Паскаль, Келлер идентифицировал крепость как генуэзскую постройку.
Пётр Кеппен датировал памятник «послеюстиниановским» временем.
В 1889 году замок обследовал А. Л. Бертье-Делагард, сделавший план городища, обмер и реконструкцию башни-донжона, которая, по его мнению, была трехэтажной с открытой боевой площадкой наверху. Н. И. Репников считал, что на этом месте должно было находиться римское укрепление — ни одно из археологических обследование Чобан-Куле не отмечало наличие материала I—III века н. э.
Первые раскопки поселения у крепости (гончарный центр IX—X века) проведены в 1952—1954 году В. П. Бабенчиковым и А. Л. Якобсоном. Был исследован гончарный центр IX—X века к востоку от Чобан-Куле (на левом берегу р. Чобан-Куле-Узень), работы продолжались с перерывами до 1989 года, археологические исследования самой крепости начались только в 1992 году.

## Галерея

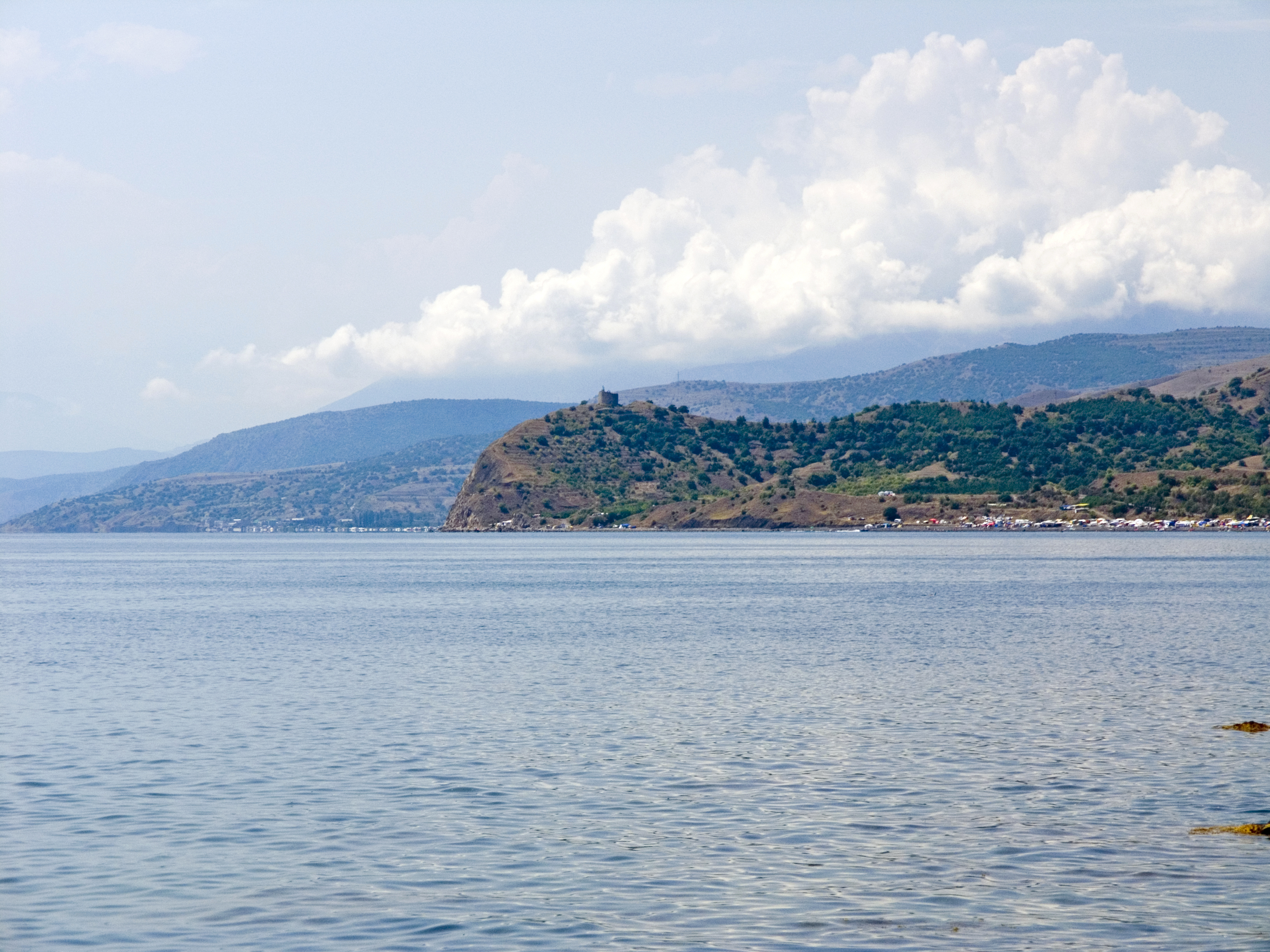
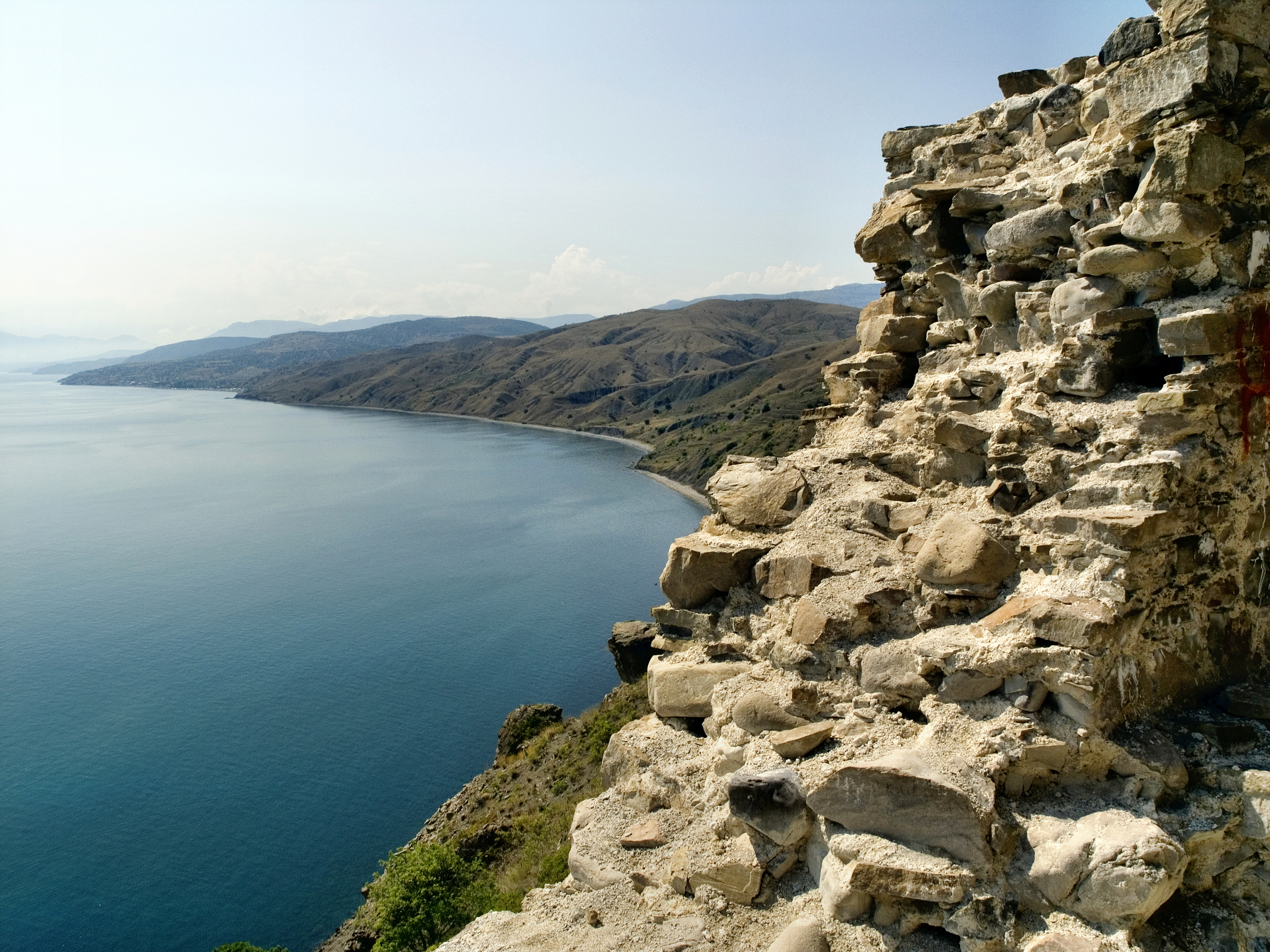
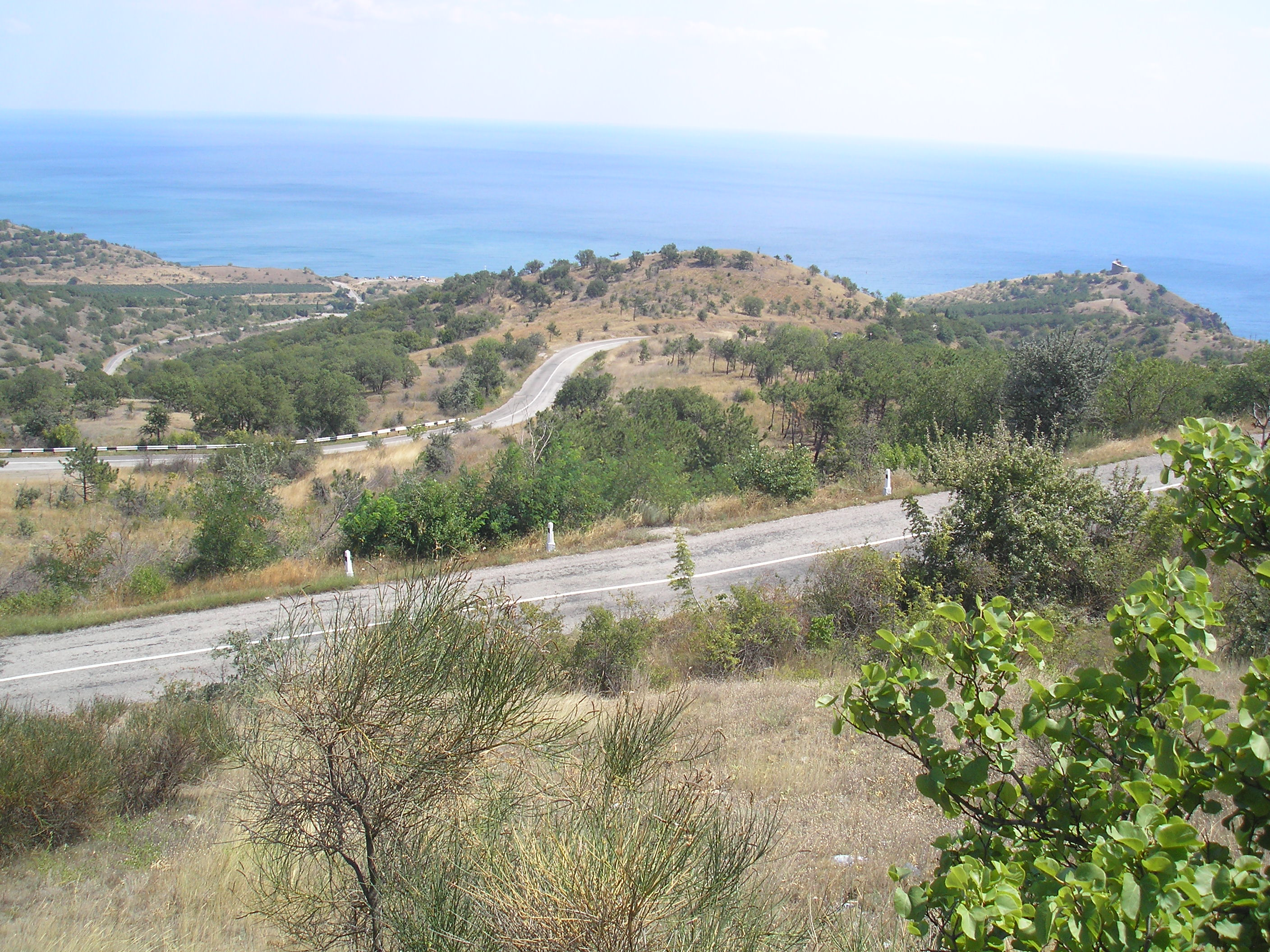
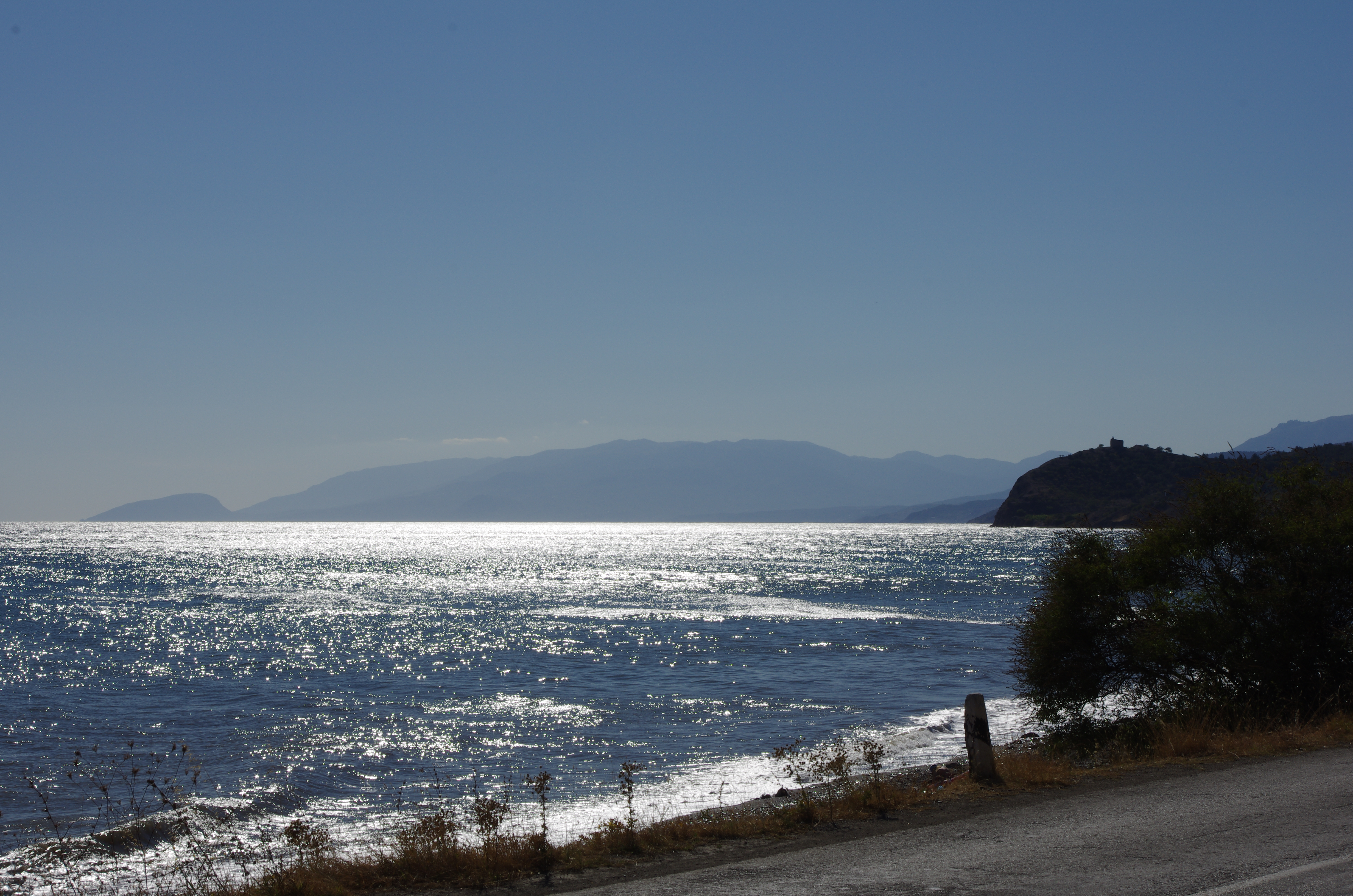